# Telema coreana
Espèce
Telema coreana est une espèce d'araignées aranéomorphes de la famille des Telemidae.

## Distribution
Cette espèce est endémique du Gyeongsang du Sud en Corée du Sud. Elle se rencontre dans le district de Hapcheon dans la grotte Baeti-shale.

## Description
Le mâle holotype mesure 1,18 mm.

## Systématique et taxinomie
Cette espèce a été décrite par Oh, Choi et Lee en 2023.

## Étymologie
Son nom d'espèce lui a été donné en référence au lieu de sa découverte, la Corée.

## Publication originale
- Oh, Choi & Lee, 2023 : « The first record of Telemidae (Arachnida, Araneae) from Korea, with a description of new species of the genus Telema Simon, 1882. » Journal of Asia-Pacific Entomology,vol. 26, no 2, 102088, p. 1-5.